# James Barbour Terrill
James B. Terrill, souvent identifié comme James Barbour Terrill (20 février 1838 - 30 mai 1864) est un avocat et un officier de l'armée des États Confédérés.
Il pratique le droit à Warm Springs, en Virginie, lorsque la guerre de Sécession commence. Il rejoint l'armée confédérés et est élu commandant dans le 13th Virginia Infantry Regiment en mai 1861. Il devient colonel du régiment après la bataille de Chancellorsville, le 15 mai 1863. Le 30 mai 1864, il est tué au combat lors de la bataille de Totopotomoy Creek ou la bataille de Bethesda Church, qui a immédiatement précédé la bataille de Cold Harbor au cours de la campagne de l'Overland. Terrill avait déjà été nommé brigadier général. Le Sénat confédéré confirme, à titre posthume, la nomination le 31 mai 1864, avec une date de prise de rang au 1er juin 1864.

## Avant la guerre
James Barbour Terrill est le fils du colonel William H. Terrill. Pendant de nombreuses années, William Terrill a été le procureur du comté de Bath, en Virginie.
James B. Terrill est diplômé de l'institut militaire de Virginie, de la promotion 1858. Il étudie le droit à Lexington, en Virginie, à l'école de l'honorable John W. Brockenbrough. À partir de 1860 et lorsque la guerre de Sécession commence, il pratique le droit à Warm Springs, en Virginie.
James Terrill est le frère du soldat confédéré Phillip Terrill, qui a été tué au combat lors de la bataille de Cedar Creek, du général de l'Union William Rufus Terrill, diplômé de l'académie militaire de West Point en 1853, qui a été mortellement blessé le 8 octobre 1862 à la bataille de Perryville, et est décédé le lendemain, et d'Emily Terrill Porterfield, la femme du colonel confédéré George A. Porterfield.
Le gouverneur de Virginie, Henry A. Wise nomme Terrill au grade de commandant de cavalerie de la milice de l'État en 1859. Lorsque la convention de Sécession de Virginie fait sortir effectivement la Virginie de l'Union, Terrill se précipite à Harpers Ferry pour prendre son service.

## Guerre de Sécession
En mai 1861, James B. Terrill est élu commandant du 13th Virginia Infantry Regiment. Le colonel du régiment est A. P. Hill, plus tard lieutenant général, et le lieutenant-colonel est James A. Walker, plus tard brigadier général. Terrill participe à la première bataille de Bull Run, lors de la campagne de la vallée de Jackson, pendant la bataille des sept jours, à la bataille de Cedar Mountain, à la deuxième bataille de Bull Run, à la bataille d'Antietam, à la bataille de Fredericksburg, à  la bataille de Chancellorsville, lors de la campagne de Gettysburg, à la bataille de la Wilderness et à la bataille de Spotsylvania Court House. Il est promu de premier lieutenant à lieutenant-colonel, puis après la bataille de Chancellorsville, le 15 mai 1863, il est promu colonel du régiment.
Terrill est tué au combat lors de la bataille de Totopotomoy Creek ou bataille de Bethesda Church dans le comté d'Hanover, en Virginie, le 30 mai 1864, quelques jours avant la bataille de Cold Harbor, qui a eu lieu à environ 5 ou 6 kilomètres au sud,. Terrill est enterré à Bethesda Church, près du champ de bataille, par les troupes de l'Union.

## Promotion à titre posthume
James Barbour Terrill avait déjà été nommé brigadier-général lorsqu'il est tué à la bataille de Bethesda Church. Le sénat confédéré confirme sa nomination, le lendemain, le 31 mai 1864, avec une date de prise de rang au 1er juin 1864.